# The Works (album de Queen)
Vous lisez un « article de qualité » labellisé en 2019.
Pour les articles homonymes, voir The Works.
Albums de Queen
Hot Space
(1982) A Kind of Magic
(1986)
Singles
1. Radio Ga Ga
Sortie : 23 janvier 1984
2. I Want to Break Free
Sortie : 2 avril 1984
3. It's a Hard Life
Sortie : 16 juillet 1984
4. Hammer to Fall
Sortie : 10 septembre 1984

The Works est le onzième album studio du groupe de rock Queen, sorti le 27 février 1984. Coproduit par Queen et Reinhold Mack, il est enregistré sur une période de cinq mois, entre les Record Plant Studios de Los Angeles et les studios Musicland de Munich, dans une ambiance tendue. Il marque un certain retour de la formation à ses racines rock après ses expériences mitigées dans les genres funk et disco du début des années 1980. Les riffs de guitare y côtoient les synthétiseurs, ce qui reflète l'un des thèmes principaux de l'album : l'opposition entre l'être humain et les machines. Par ailleurs, plusieurs textes de l'album ont une portée sociale ou politique peu courante chez le groupe. Chacun des membres du groupe écrit l'un des quatre singles qui sont extraits de l'album. Radio Ga Ga et I Want to Break Free, signés respectivement par Roger Taylor et John Deacon, sont ceux qui connaissent le plus grand succès.
L'album est relativement bien accueilli par la critique tout en étant un succès commercial en Europe mais il ne trouve pas son public aux États-Unis, principalement à cause du manque de promotion dans ce pays. Par conséquent, Queen décide de ne pas faire de tournée en Amérique du Nord. La formation part en revanche jouer quelques concerts en Afrique du Sud, ce qui provoque une importante controverse. À la fin de sa tournée mondiale, le groupe envisage de faire une longue pause mais il est alors contacté pour participer au Live Aid.

## Genèse

### Contexte
Queen est un groupe de rock créé à Londres en juin 1970 par le chanteur et pianiste Freddie Mercury, le guitariste Brian May et le batteur Roger Taylor. Le bassiste John Deacon rejoint la formation en février 1971. Après des débuts difficiles, le groupe remporte un succès international en 1974 avec Sheer Heart Attack, son troisième album, puis connaît la consécration mondiale en 1975 avec le suivant, A Night at the Opera. Dès lors, tous les albums du groupe sont d'importants succès commerciaux malgré des critiques de la presse musicale rarement tendres. En 1982, Hot Space, dernier album en date, marque un virage important dans le style du groupe puisque les genres funk et disco y sont prédominants, et l'album n'a pas autant de succès que les précédents, particulièrement aux États-Unis. Après la tournée promotionnelle de ce dernier opus, qui se termine en novembre 1982, les membres du groupe décident de faire la première longue pause de leur carrière.
Alors que John Deacon se consacre à sa famille, les trois autres se lancent dans des projets en solo. Freddie Mercury collabore avec Giorgio Moroder à Munich sur la bande originale d'une version restaurée du film Metropolis (1927) ; Roger Taylor enregistre son deuxième album en solo, Strange Frontier, aux studios Mountain ; et Brian May se rend à Los Angeles pour travailler sur l'EP Star Fleet Project en collaboration avec d'autres musiciens, dont Eddie Van Halen. Parallèlement, Freddie Mercury quitte définitivement son domicile new-yorkais, et le groupe, à la demande de Mercury, choisit Capitol, filiale d'EMI, pour remplacer Elektra comme label nord-américain, car le chanteur est mécontent de la promotion de Hot Space sur ce continent. En juillet 1983, Freddie Mercury et John Deacon rencontrent le réalisateur Tony Richardson, qui vient de terminer le tournage du film L'Hôtel New Hampshire et souhaite engager Queen pour composer sa bande originale. Les deux musiciens lui donnent leur accord de principe.

### Enregistrement
Les quatre membres de Queen se retrouvent en août 1983 aux Record Plant Studios de Los Angeles pour enregistrer la musique de L'Hôtel New Hampshire et décident rapidement de produire en parallèle un autre album. Freddie Mercury profite de ce séjour à Los Angeles pour collaborer pendant une journée sur des projets de chansons avec Michael Jackson. Cette association n'est cependant jamais réitérée, probablement en raison des modes de vie incompatibles des deux hommes. D'après Freddie Mercury, les premiers morceaux écrits par Roger Taylor pour l'album ne sont pas jugés assez bons, ce qui pousse le batteur à travailler sur une nouvelle chanson, Radio Ga Ga. Roger Taylor la compose à l'aide d'un synthétiseur et de boîtes à rythmes, d'abord avec Brian May, puis seul. Le guitariste reprend les idées qu'il a apportées pour une autre chanson, Machines (or 'Back to Humans'). Freddie Mercury, qui repère immédiatement un fort potentiel d'accroche dans Radio Ga Ga, la retravaille légèrement par la suite avec la bénédiction du batteur. Brian May compose aussi des chansons dans un style hard rock, comme Hammer to Fall et Tear It Up, se servant pour cette dernière d'un riff de guitare qu'il a créé pour une version de Fat Bottomed Girls jouée en concert lors de la précédente tournée. Pour des raisons budgétaires, Tony Richardson doit renoncer à la participation du groupe à la bande originale de son long métrage, bien qu'ils aient déjà enregistré pour le film la chanson Keep Passing the Open Windows. Les membres du groupe décident alors de continuer en Europe l'enregistrement de l'album après huit semaines passées en Californie.
De retour aux studios Musicland de Munich, où Queen a enregistré l'essentiel de ses productions depuis l'album The Game (1980), le groupe reprend le travail, et ses membres, comme pour leurs albums précédents, passent beaucoup de temps à faire la fête, Brian May confiant plus tard que ses souvenirs de cette période sont perdus « dans des brumes de vodka ». C'est à l'occasion de l'une de ces soirées festives que Freddie Mercury rencontre l'actrice Barbara Valentin, en qui il « trouve une âme sœur ». Ces divertissements parfois excessifs sont aussi un moyen de relâcher la pression, car le groupe se querelle beaucoup pendant ces sessions d'enregistrement, le coproducteur de l'album Reinhold Mack s'employant souvent à jouer les diplomates pour aplanir les dissensions artistiques. John Deacon part même à Bali à l'improviste pour décompresser quelques jours, en laissant seulement un mot sur sa basse d'après Brian May. Malgré tout, cette tension est, comme souvent, bénéfique à la créativité du groupe, qui enregistre presque vingt chansons durant toute la durée des sessions. Brian May se montre particulièrement satisfait de la ballade écrite par Freddie Mercury It's a Hard Life, collaborant étroitement avec lui pour que le chanteur puisse tirer le meilleur de cette composition et affirmant plus tard qu'il s'agit de « l'une des plus belles chansons que Freddie a écrite ».
Pour la première fois, un musicien extérieur au groupe est crédité pour sa participation à un album de Queen : Fred Mandel joue du piano et du synthétiseur sur Radio Ga Ga, Man on the Prowl, I Want to Break Free et Hammer to Fall. Ses deux contributions les plus importantes sont le final au piano de Man on the Prowl et surtout le solo de synthétiseur sur I Want to Break Free. Ce solo doit être à l'origine joué par Brian May à la guitare électrique, mais Mandel l'enregistre en l'absence du groupe sur une suggestion de Reinhold Mack. Séduit par le résultat, John Deacon insiste pour le conserver au grand dépit du guitariste,.
La ballade Is This the World We Created…?, écrite au dernier moment par Brian May et Freddie Mercury, remplace sur l'album There Must Be More to Life Than This, chanson dont Mercury a enregistré une version avec Michael Jackson. Ce dernier titre est intégré par la suite à l'album solo de Freddie Mercury Mr. Bad Guy (1985), tout comme Man Made Paradise, autre morceau un temps envisagé pour figurer sur l'album du groupe. Parmi les autres chansons qui ne sont pas retenues pour l'album se trouvent I Go Crazy, une autre chanson de style hard rock écrite par Brian May que ses trois collègues détestent et qui est publiée en tant que face B du single Radio Ga Ga ; la ballade Let Me In Your Heart Again, également composée par Brian May et qui figure sur la compilation Queen Forever ; et Man on Fire, écrite par Roger Taylor et qui apparaît sur l'album en solo du batteur Strange Frontier (1984). Love Kills, une chanson écrite par Freddie Mercury pour la bande originale de Metropolis, fait initialement partie des titres retenus pour l'album mais, lorsque le groupe demande à Giorgio Moroder la permission d'utiliser des images du film pour le clip de Radio Ga Ga, le producteur italien demande en échange l'exclusivité du morceau pour la bande originale. L'enregistrement de l'album se termine début janvier 1984.

## Parution et accueil

### Sortie et promotion

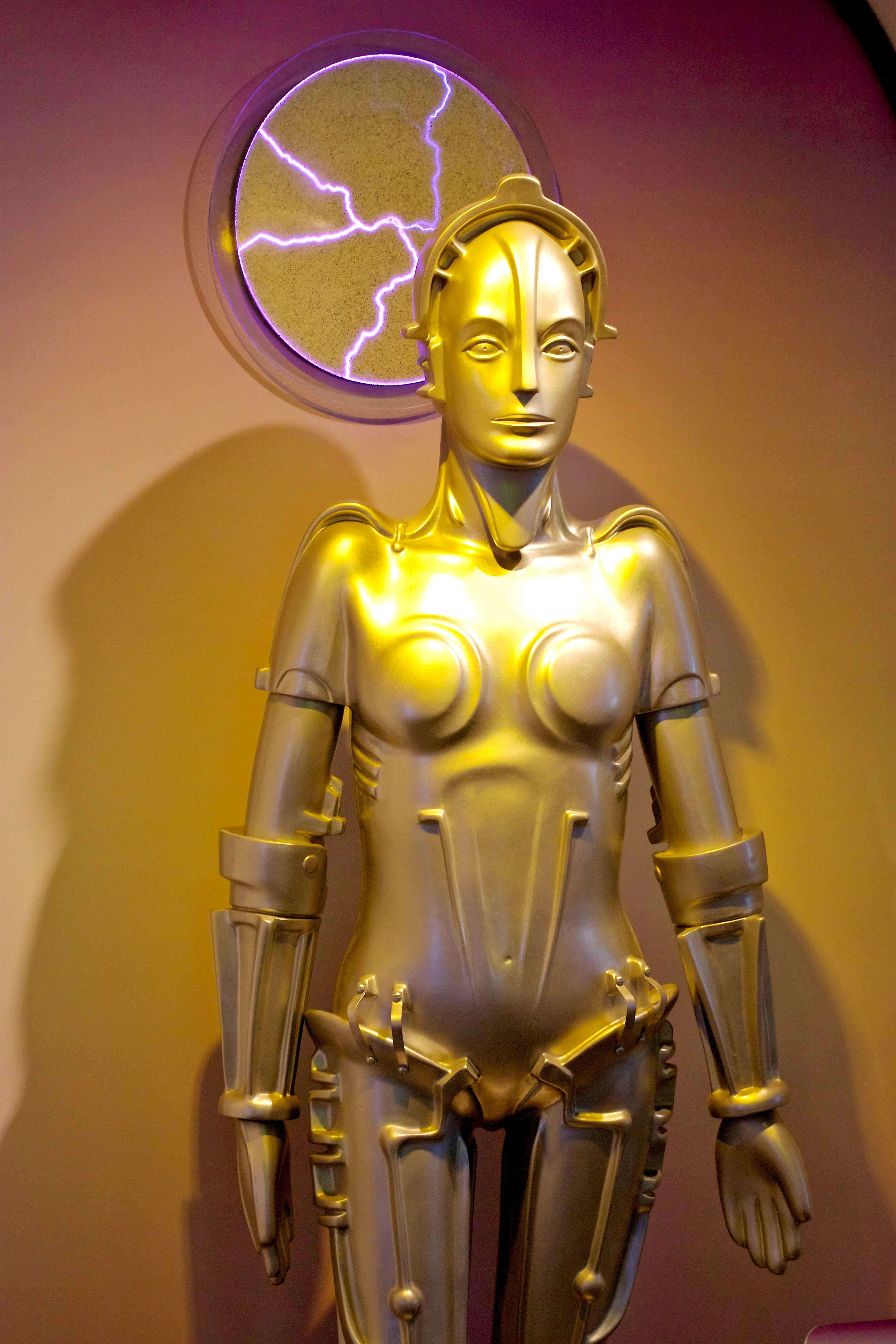
Reproduction de l'androïde Maria du film Metropolis (1927), principale influence visuelle du clip de Radio Ga Ga.

En décembre 1983, le groupe choisit de sortir Radio Ga Ga comme premier single de l'album et tourne un clip inspiré par le film Metropolis de Fritz Lang. De façon ironique, ce clip d'une chanson qui critique l'importance qu'a pris l'aspect visuel dans la musique demeure l'un des plus emblématiques de Queen. Le single, qui précède la parution de l'album, sort le 23 janvier 1984 et atteint la première place des classements musicaux dans dix-neuf pays, et de la 2e au Royaume-Uni, ce qui en fait le premier tube écrit par Roger Taylor. Il ne parvient cependant qu'à se hisser à la 16e place aux États-Unis. L'album sort le 27 février en Europe et le lendemain en Amérique du Nord. Il atteint la 2e place du classement au Royaume-Uni mais seulement la 23e aux États-Unis. Il se classe par ailleurs premier aux Pays-Bas, deuxième en Autriche et en Norvège, et troisième en Allemagne de l'Ouest, en Suède et en Suisse.
I Want to Break Free, publié le 2 avril 1984, est également un succès dans le monde entier, se classant 3e au Royaume-Uni, sauf, encore une fois, aux États-Unis où il ne dépasse pas la 45e place. Le clip de cette chanson, qui est en partie une parodie du soap opera Coronation Street avec les quatre membres de la formation apparaissant déguisés en femmes, est lui aussi l'un des plus marquants de la carrière du groupe. L'échec de l'album et de ses singles aux États-Unis peut s'expliquer par des raisons de manque de visibilité dans ce pays. En effet, Radio Ga Ga est boycotté par de nombreuses radios indépendantes, qui sont en conflit avec Capitol, alors que le clip de I Want to Break Free est interdit d'antenne sur MTV et d'autres chaînes américaines car il choque l'Amérique conservatrice. Le groupe refuse de tourner un autre clip pour satisfaire ces chaînes et boude ostensiblement la presse américaine en refusant d'organiser des interviews.
Pour la première fois, l'importance artistique des membres est inversée puisque Roger Taylor et John Deacon signent les deux principaux tubes de l'album, Radio Ga Ga et I Want to Break Free. Les deux compositeurs historiques du groupe, Freddie Mercury et Brian May, rencontrent un succès moins important avec leurs singles respectifs, It's a Hard Life, publié le 16 juillet 1984, et Hammer to Fall, sorti le 10 septembre, qui se classent à la 6e et à la 13e place au Royaume-Uni. Man on the Prowl est initialement prévu pour être le cinquième single tiré de l'album mais il est remplacé par Thank God It's Christmas, une chanson de Noël publiée en novembre à qui le titre sert de face B en compagnie de Keep Passing the Open Windows.
L'album est certifié disque de platine au Royaume-Uni trois mois après sa sortie. Il obtient une certification semblable au Canada à la même période, et en Allemagne en 1992. Malgré son échec au hit-parade américain, il est certifié disque d'or aux États-Unis deux mois après sa sortie.

### Accueil critique
À l'époque de la sortie de l'album, Parke Puterbaugh, de Rolling Stone, estime qu'en dehors du trop pompeux Radio Ga Ga, le reste de l'album « n'est pas si mal » car, malgré des textes peu originaux, la musique est variée et sans effets excessifs, des morceaux comme Tear It Up, Hammer to Fall, décrits tous deux comme « un festin royal de hard rock sans cet arrière-goût métallique », Keep Passing the Open Windows, Man on the Prowl et Is This the World We Created…? se révélant pour lui particulièrement satisfaisants. Le magazine Record Mirror compare l'album à un « nouveau joyau de la couronne », mettant en avant l'opposition de styles entre les chansons, comme « le très énergique » Tear It Up succédant à « l'agréable mais exigeant » Radio Ga Ga. Pour Sandy Robertson, de Sounds, le groupe « a joué la sécurité » en reprenant les formules qui ont fait son succès dans cet album dont les morceaux les plus marquants sont « l'astucieux » Radio Ga Ga et « l'excellent » Hammer to Fall. Le magazine People estime que « la douceur de la voix de Freddie Mercury offre un séduisant contraste avec le style cinglant du groupe » et que l'album contient bon nombre de chansons accrocheuses pour tous les goûts, notamment I Want to Break Free qui impressionne par la solidité de sa production et son solo de synthétiseur « étrangement incisif ». Le New Musical Express s'en prend particulièrement à Radio Ga Ga, coupable selon le magazine d'un « manque de substance, d'intention, de cohésion et d'âme ».
Par la suite, Alain Lavanne, de Hard Rock Magazine, affirme que c'est un album « de grande qualité » avec lequel le groupe « efface toutes les erreurs et revient en très grande forme » après le faux pas de l'album précédent. Greg Prato, du site AllMusic, considère que l'album « manque de punch » mais que le groupe s'est « nettement amélioré dans l'écriture des chansons ». Malcolm Dome, de Classic Rock, évoque un album « satisfaisant » dans lequel l'alliage entre les racines hard rock du groupe et ses tentatives dans les genres funk et synthpop « fonctionne de façon harmonieuse ». Pour Sputnikmusic, c'est un album « moyen » et qui manque d'audace dans lequel de très bonnes chansons comme Hammer to Fall, I Want to Break Free et Is This the World We Created…? en côtoient de beaucoup plus médiocres telles que Radio Ga Ga et Machines (or 'Back to Humans').

### Classements et certifications
| Pays                                    | Meilleure position (1984) |
| --------------------------------------- | ------------------------- |
| Allemagne de l'Ouest (Media Control AG) | 3                         |
| Australie (Kent Music Report)           | 12                        |
| Autriche (Ö3 Austria Top 40)            | 2                         |
| Canada (RPM Top Albums)                 | 22                        |
| États-Unis (Billboard 200)              | 23                        |
| France (SNEP)                           | 2                         |
| Italie (FIMI)                           | 4                         |
| Japon (Oricon)                          | 7                         |
| Norvège (VG-lista)                      | 2                         |
| Nouvelle-Zélande (RIANZ)                | 9                         |
| Pays-Bas (Mega Album Top 100)           | 1                         |
| Royaume-Uni (UK Albums Chart)           | 2                         |
| Suède (Sverigetopplistan)               | 3                         |
| Suisse (Schweizer Hitparade)            | 3                         |

| Pays                  | Ventes    | Certifications |
| --------------------- | --------- | -------------- |
| Allemagne (BVMI)      | 500 000 + | Platine        |
| Autriche (IFPI)       | 50 000 +  | Platine        |
| Canada (Music Canada) | 100 000 + | Platine        |
| Espagne (Promusicae)  | 50 000 +  | Or             |
| États-Unis (RIAA)     | 500 000 + | Or             |
| Pays-Bas (NVPI)       | 50 000 +  | Or             |
| Pologne (ZPAV)        | 20 000 +  | Platine        |
| Royaume-Uni (BPI)     | 300 000 + | Platine        |
| Suisse (IFPI)         | 50 000 +  | Platine        |

### Tournée

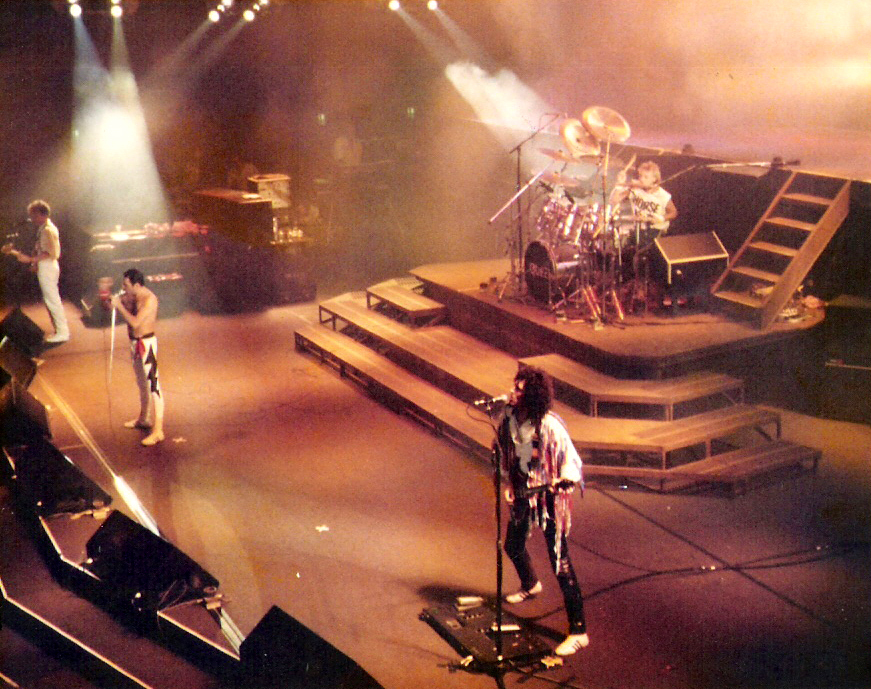
Concert de Queen à la Festhalle de Francfort le 26 septembre 1984.

Le groupe organise une tournée de vingt-trois dates de concerts en Europe qui commence le 24 août 1984 au Forest National de Bruxelles, passe ensuite par l'Irlande, l'Angleterre (dont quatre concerts à la Wembley Arena du 4 au 8 septembre), l'Allemagne, l'Italie, la France (le 18 septembre au Palais omnisports de Paris-Bercy) et les Pays-Bas, et se termine le 30 septembre à la Stadthalle de Vienne. Spike Edney tient la place de claviériste pour cette tournée, remplaçant le musicien des sessions d'enregistrement Fred Mandel qui s'est entretemps engagé pour une tournée avec Elton John. Le décor de scène s'inspire du design du film Metropolis, avec notamment « deux énormes rouages » actionnés manuellement à l'arrière-plan, alors que, pour contraster avec sa dernière tournée, le groupe décide d'inclure dans sa setlist de nombreux titres au son hard rock. À Milan, le groupe joue les 14 et 15 septembre ses deux premiers concerts en Italie. Le 22 septembre, à Hanovre, le concert est écourté car Freddie Mercury chute, sans pouvoir se relever, après le réveil d'une douleur aux ligaments du genou, qui date d'un coup reçu lors d'une bagarre dans un bar munichois. Le chanteur doit porter un plâtre au genou pour toute la fin de la tournée européenne.
L'étape suivante de la tournée est Sun City, en Afrique du Sud, ce qui donne lieu à la « plus grande controverse » de la carrière du groupe car ce pays est boycotté par l'ONU en raison de son régime politique qui pratique l'apartheid. Le magazine musical New Musical Express, qui entretient une longue inimitié avec le groupe, tire notamment sur lui à boulets rouges en comparant ses quatre membres à des « fascistes ». La formation joue neuf concerts à Sun City du 5 au 20 octobre 1984. Lors de la troisième représentation, Freddie Mercury est atteint de sérieux problèmes de voix qui écourtent le concert et provoquent l'annulation des deux spectacles suivants. Brian May profite de ce repos forcé pour assister à un festival organisé par des musiciens noirs à Soweto. Lorsque la formation revient en Europe, Brian May doit défendre la cause du groupe devant le syndicat des musiciens britanniques. Il leur explique que le groupe a eu l'occasion de s'exprimer contre l'apartheid devant la presse sud-africaine et a établi des liens avec des musiciens locaux. Ses arguments sont entendus mais le groupe doit néanmoins payer une amende.
Refroidi par l'accueil réservé à l'album et ses singles aux États-Unis, le groupe, et Freddie Mercury en particulier, refuse de faire une tournée en Amérique du Nord dans des salles plus petites que celles auxquelles il est désormais habitué. Un projet de tournée en Amérique du Sud échoue quant à lui au dernier moment en raison de la faillite de la société des organisateurs locaux. En janvier 1985, le groupe donne néanmoins deux concerts à Rio de Janeiro lors du festival Rock in Rio devant plus de 250 000 spectateurs à chaque fois. Un incident a lieu lors du premier concert quand, au moment du rappel, Freddie Mercury interprète I Want to Break Free affublé de faux seins et d'une perruque comme il l'a fait lors de la tournée européenne. Une partie de la foule réagit en le huant et quelques objets sont même jetés sur la scène, obligeant le chanteur à retirer prématurément ses accessoires,. Ignorant sur le moment la raison de cette réaction, le groupe apprend par la suite que cette chanson est considérée en Amérique du Sud comme un hymne contre la dictature et que la chanter déguisé en femme a été vu comme une insulte.

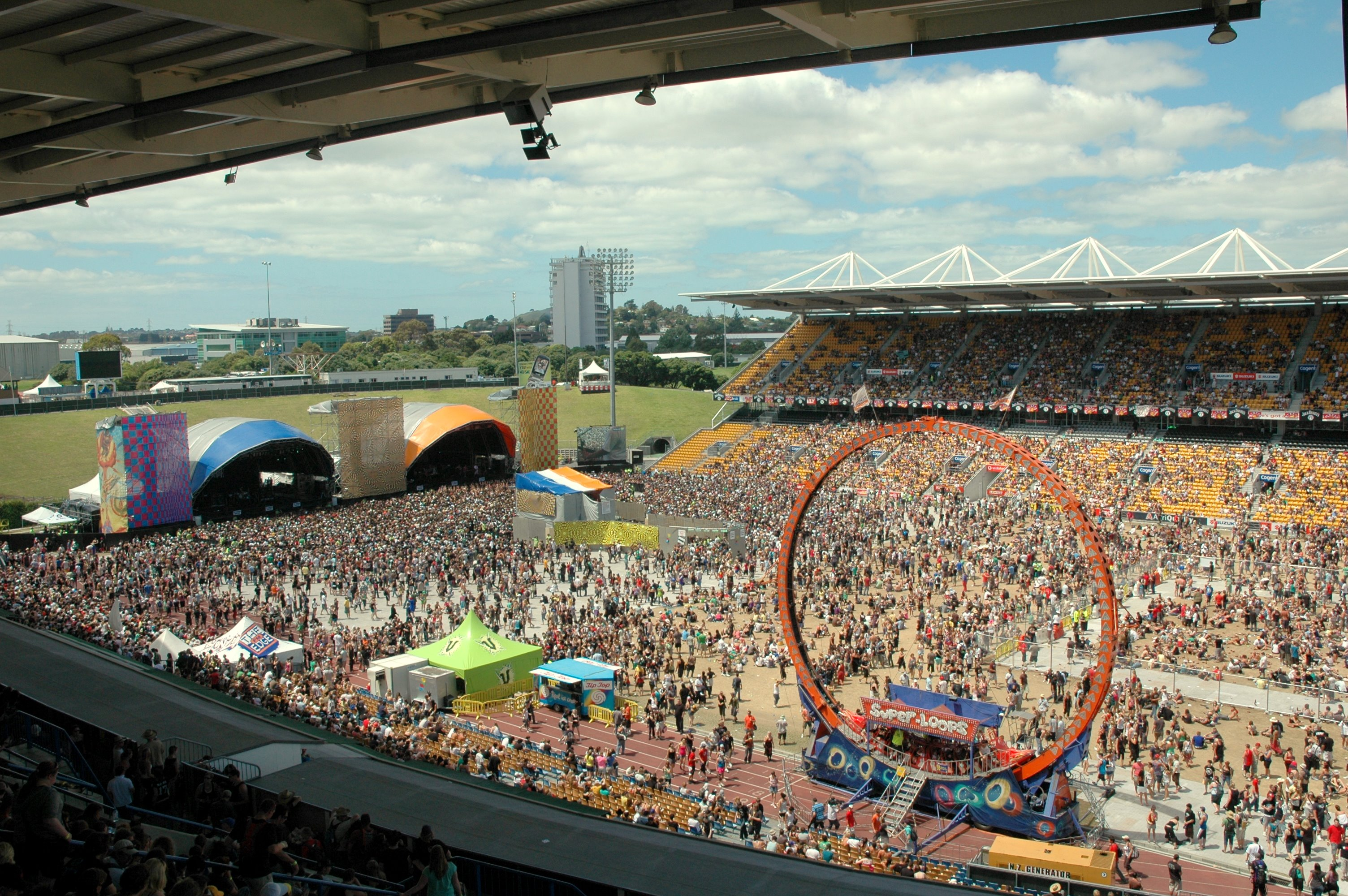
Le Mount Smart Stadium d'Auckland (ici en 2007), où Queen joue le 13 avril 1985 le seul concert de sa carrière en Nouvelle-Zélande.

En avril, la formation donne un concert en Nouvelle-Zélande et huit en Australie, puis cinq au Japon le mois suivant, terminant cette tournée mondiale le 13 mai 1985 à l'Osaka-jō Hall. Le 13 avril, lors du concert au Mount Smart Stadium d'Auckland, Freddie Mercury arrive ivre sur scène, pour la seule fois de sa carrière, après s'être saoulé avec Tony Hadley. Le groupe prévoit ensuite de faire une nouvelle longue pause, Roger Taylor affirmant par la suite qu'il pensait que le groupe « ne tournerait plus pendant cinq ans, si on tournait à nouveau un jour », mais l'invitation qui leur est faite par Bob Geldof de participer au Live Aid en décide autrement.

## Caractéristiques artistiques

### Thèmes et composition
L'album, très moderne dans sa production et sa promotion, offre à Queen une « seconde jeunesse » et marque un certain retour au rock, Roger Taylor affirmant que le groupe était allé avec Hot Space « trop loin » dans l'exploration de styles musicaux inhabituels pour lui. La batterie électronique et le synthétiseur sont néanmoins beaucoup utilisés sur l'album, la formation cherchant à reconquérir son public traditionnel tout en voulant conserver les nouveaux fans attirés par l'introduction du funk et des synthétiseurs dans la musique du groupe depuis The Game (1980). Afin de rendre l'album plus accessible, le quatuor simplifie son instrumentation par rapport à ses albums précédents. L'album, « oscillant entre tous les styles » déjà abordés par Queen, est donc très éclectique, revenant « vers un rock pur, simple et épuré » tout en introduisant un son plus modernisé,. Le thème récurrent de l'album, reflété par l'alternance entre les instruments traditionnels du groupe et les synthétiseurs et les boîtes à rythme selon les chansons, est la lutte entre l'être humain et les machines, entre « l'âme et la science ».
Roger Taylor écrit Radio Ga Ga après avoir regardé assidûment MTV et s'être rendu compte à quel point la chaîne fait passer l'image des artistes avant leur musique. Il y aborde l'importance passée de la radio, avant que celle-ci soit progressivement évincée par la télévision, et dénonce « la tyrannie du clip ». Dans la lignée du thème principal de l'album, la chanson est une incursion vers un son « rétro-futuriste à la Kraftwerk ». Le synthétiseur y occupe une place prépondérante alors que la guitare ne se fait vraiment entendre que vers la fin de la chanson. Le refrain avec ses claquements de mains évoque We Will Rock You par sa sobriété qui le rend instantanément mémorisable.
Tear It Up, composé par Brian May, est un titre au son hard rock qui fait la part belle aux solos de guitare mettant l'accent sur des effets de bend et de vibrato. La voix de Freddie Mercury répond constamment à la guitare avant de se fondre avec elle dans le refrain avec un chœur à l'unisson. Les paroles, un appel au déchaînement de la passion amoureuse, n'ont pas d'intérêt particulier, le message que Brian May cherche à faire passer étant que Queen, malgré ses expérimentations dans d'autres genres musicaux, reste avant tout un groupe de rock.

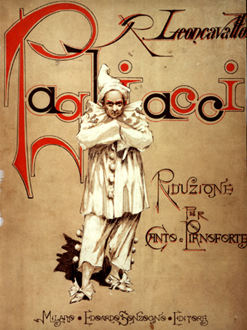
Un air de l'opéra Pagliacci (1892) a inspiré la chanson It's a Hard Life.

It's a Hard Life est une ballade énergique qui évoque la difficulté d'établir une relation amoureuse à long terme, première fois depuis Jealousy où Freddie Mercury se laisse aller à son côté romantique. Chanson aux influences « aussi variées que disparates », son introduction est inspirée de l'aria Vesti la giubba de l'opéra Pagliacci, Mercury revenant ainsi à son amour pour la musique classique qu'il n'a que peu abordé depuis Bohemian Rhapsody. À la différence de cette dernière chanson, l'opéra se mêle ici au rock au lieu que les deux styles se succèdent au sein de sections bien distinctes.
Man on the Prowl est un « pastiche du rock'n'roll des années 1950 » qui emprunte au rockabilly, à Elvis Presley, au rhythm and blues et à Little Richard tout en rappelant volontairement un succès précédent du groupe, Crazy Little Thing Called Love. S'appuyant sur une mélodie entraînante au piano, ce titre évoque un célibataire en quête de bon temps et « en chasse » (on the prowl en anglais).
Amorçant la face B du 33 tours, Machines (or 'Back to Humans'), dont les paroles comprennent un jargon informatique peu répandu à l'époque, est un avertissement contre « un monde de plus en plus mécanisé ». La lutte de l'homme contre les machines s'y reflète par l'opposition entre la guitare et la batterie d'un côté et le synthétiseur et la boîte à rythmes de l'autre et celle entre des intonations robotiques, modulées avec un vocodeur, et la voix de Freddie Mercury. Morceau complexe et parfois confus, ses sonorités et ses effets suggèrent « la période berlinoise de David Bowie ».
I Want to Break Free est une chanson pop rock d'une « simplicité contagieuse » au « rythme saccadé ». Seule composition de John Deacon sur l'album, cette chanson décalée évoque une femme qui cherche à s'émanciper de sa relation, bien que les paroles aient été interprétées comme un hymne à la liberté dans certains pays en voie de développement. Le morceau se démarque par son absence de refrain et son ostinato rythmique à la basse, à la batterie et au synthétiseur, alors que le solo de synthétiseur joué par Fred Mandel a un son étonnamment proche de celui de la Red Special de Brian May.
Keep Passing the Open Windows, écrite à l'origine par Freddie Mercury pour la bande originale avortée du film L'Hôtel New Hampshire, mélange les influences anciennes et modernes de Queen. L'introduction, avec son duo de la voix et du piano, ainsi que les chœurs du refrain sont représentatifs de la période « classique » du groupe, alors que la place tenue par le synthétiseur et l'instrumentation du couplet s'accordent à son style plus récent. Les paroles appellent à continuer à se battre et surtout ne pas se laisser aller à des pensées suicidaires dans les moments les plus difficiles de la vie.

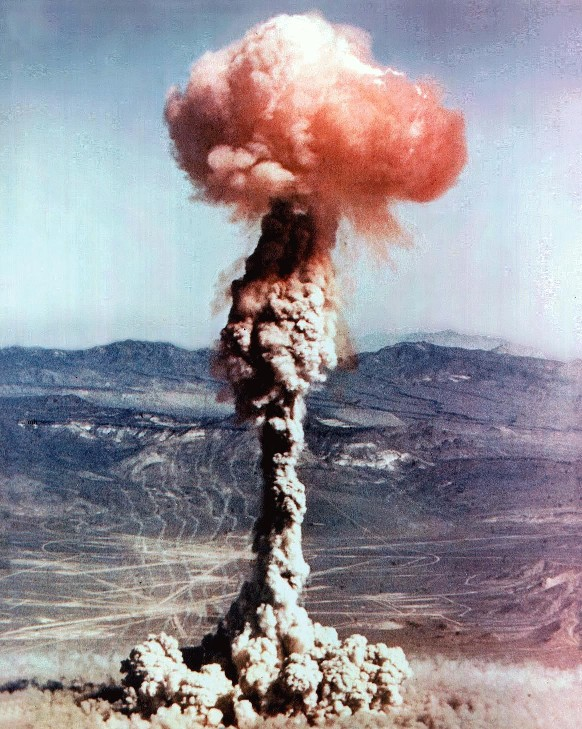
Les paroles de la chanson Hammer to Fall font directement référence à un champignon nucléaire.

Hammer to Fall est une chanson aux sonorités heavy metal dont les paroles traduisent la peur d'un conflit nucléaire en cette période de guerre froide, le marteau sur le point de s'abattre (hammer to fall) en question pouvant d'ailleurs évoquer celui qui figure sur le drapeau de l'URSS. Ce morceau illustre les vues pacifistes de Brian May, ainsi que son style de composition « rigoureux et structuré » et son désir de « créer un dialogue entre la voix et la guitare ».
La ballade Is This the World We Created…?, fruit de la collaboration entre Brian May et Freddie Mercury, est considérée par ce dernier comme aussi aboutie que Love of My Life. C'est un morceau très sobre et intimiste comprenant seulement le chant et une guitare acoustique et inspirée par des images de la famine en Afrique. Le narrateur y témoigne de « l'horreur du monde dans lequel il vit » et s'interroge sur la responsabilité de l'être humain, laissant éclater dans le refrain sa rage envers son interlocuteur mais aussi lui-même. Cette « dimension sociale et politique » est très peu courante dans la musique du groupe.

### Titre et pochette
Le titre The Works (littéralement « Les Travaux ») correspond à une expression pouvant être traduite en français par « La Totale ». À l'époque de la sortie de l'album, Brian May déclare d'ailleurs : « Cet album s'appelle ainsi parce qu'on y fait vraiment la totale. On y trouve toutes nos marques de fabrique aussi bien au niveau de la production que des arrangements et des harmonies ». Le titre est peut-être aussi inspiré par le nom d'un bar gay de New York.
La pochette est d'une « étonnante sobriété » pour le groupe, ses quatre membres y apparaissant assis contre un mur et portant des vêtements sans ostentation sur une photographie en noir et blanc. Cette photographie, « cliché artistique du groupe subtilement retouché », est le travail de George Hurrell, qui a fait l'essentiel de sa carrière pendant l'âge d'or du cinéma hollywoodien dans les années 1930 et 1940, une période qui fascine Freddie Mercury. Par cette pochette d'une grande simplicité, le groupe semble annoncer son intention de renouer avec ses origines.

## Fiche technique
Toutes les informations de cette section sont tirées du livre Queen: Complete Works.

### Titres
| 1. | Radio Ga Ga      | Roger Taylor    | 5:48 |
| 2. | Tear It Up       | Brian May       | 3:26 |
| 3. | It's a Hard Life | Freddie Mercury | 4:09 |
| 4. | Man on the Prowl | Freddie Mercury | 3:27 |

| 5. | Machines (or 'Back to Humans') | Brian May, Roger Taylor    | 5:10 |
| 6. | I Want to Break Free           | John Deacon                | 3:20 |
| 7. | Keep Passing the Open Windows  | Freddie Mercury            | 5:23 |
| 8. | Hammer to Fall                 | Brian May                  | 4:28 |
| 9. | Is This the World We Created…? | Freddie Mercury, Brian May | 2:17 |

| 10. | I Go Crazy (original B-side)        | Brian May    | 3:42 |
| 11. | Radio Ga Ga (extended version)      | Roger Taylor | 6:53 |
| 12. | I Want to Break Free (extended mix) | John Deacon  | 7:19 |

| 1. | I Go Crazy (B-side)                                        | 3:43 |
| 2. | I Want to Break Free (single remix)                        | 4:18 |
| 3. | Hammer to Fall (Headbanger's mix)                          | 5:16 |
| 4. | Is This the World We Created…? (Live in Rio, January 1985) | 3:02 |
| 5. | It's a Hard Life (Live in Rio, January 1985)               | 4:25 |
| 6. | Thank God It's Christmas (non-album single)                | 4:21 |

| 1. | Tear It Up (live at Wembley Stadium, London – 11 July 1986) | 2:23 |
| 2. | I Want to Break Free (live at Rock in Rio – January 1985)   | 3:27 |
| 3. | Radio Ga Ga (promo video, 1984)                             | 5:54 |

### Crédits
| Queen - Freddie Mercury : chant, piano, synthétiseur (sur Radio Ga Ga et Keep Passing the Open Windows) - Brian May : guitare solo, chœurs, synthétiseur (sur Machines (or 'Back to Humans')), guitare acoustique (sur Is This the World We Created…?) - John Deacon : basse, guitare rythmique et synthétiseur (sur I Want to Break Free) - Roger Taylor : batterie, percussions, chœurs, synthétiseur (sur Radio Ga Ga), vocodeur (sur Machines (or 'Back to Humans')) Musicien additionnel - Fred Mandel : synthétiseur (sur Radio Ga Ga, I Want to Break Free et Hammer to Fall), piano (sur Man on the Prowl) | - Queen : producteurs - Reinhold Mack : producteur et ingénieur du son - Mike Beiriger : assistant ingénieur du son - Eddie DeLena : assistant ingénieur du son - Stefan Wissnet : assistant ingénieur du son - George Marino : mastering - Bill Smith : design pochette - George Hurrell : photographie |